# Moraea flavescens
Moraea flavescens är en irisväxtart som först beskrevs av Peter Goldblatt, och fick sitt nu gällande namn av Peter Goldblatt. Moraea flavescens ingår i släktet Moraea och familjen irisväxter. Inga underarter finns listade i Catalogue of Life.